# Karya Jaya (Putri Hijau)
Karya Jaya is een bestuurslaag in het regentschap Bengkulu Utara van de provincie Bengkulu, Indonesië. Karya Jaya telt 517 inwoners (volkstelling 2010).